# 利伯勒爾 (密蘇里州)
利伯勒爾（英語：Liberal）是位於美國密蘇里州巴頓縣的城市。

## 人口
根據2020年美國人口普查的數據，利伯勒爾的面積為2.20平方千米，當中陸地面積為2.18平方千米，而水域面積為0.02平方千米。當地共有人口629人，而人口密度為每平方千米286人。